# Slusegårdbådene
 Denne artikel bør gennemlæses af en person med fagkendskab for at sikre den faglige korrekthed.
    Gælder blandt andet anvendelsen af korrekte fagudtryk − Oplysningerne må gerne sammenholdes med trykte rapporter − Evt. også mere relevante billeder

Slusegårdbådene ved Pedersker på det sydlige Bornholm har været brugt som gravgemme for velhavende døde på et tidligt tidspunkt i jernalderen, før den nordiske tradition for bådgrave blev almindelig. Der er fundet 43 bådgrave i et af de største gravfelter i Danmark, en lille del af de ca. 1500 brand- og jordfæstegrave fra 50 f.Kr. til ca. 400 e.Kr.

## Slusegård
En stor gravplads var kendt før der blev igangsat arkæologiske undersøgelser og udgravninger i årene 1958 til 1964 ved Slusegård på Bornholm. Gravfeltet ligger ved Øle Ås  udløb i Østersøen lidt vest for Dueodde på den sydlige del af Bornholm. Gravfeltet er delt af en oldtidsvej ind i landet. Arkæologen Ole Klindt-Jensen ledede udgravningerne på vegne af Nationalmuseet, og der blev fundet over 1.400 grave fra en periode på 500 år mellem ca. 100 f.Kr. og 400 e.Kr. Gravfeltet var så stort, at det tog 41 måneder til at undersøge et område på 6.000 m2. Prinsesse Margrethe, der studerede på Aarhus Universitet, deltog i undersøgelser på Slusegård i 1962 og 1964.
Mange af gravene indeholdt våben og andre genstande. Disse fund tyder på et voldeligt eller ufredeligt liv i og omkring en rig handelsby ved Slusegård. Stedet var velegnet til overnatning på Bornholm i overfarten mellem Skandinavien og den sydlige østersøkyst i jernalderen. Gravfeltet er interessant, fordi man kan spore ændringer i gravskikkene gennem et halvt årtusinde med en række forskellige gravtyper som brandgrave, jordfæstegrave og bådgrave.
Som en særlig nordisk skik havde bådgravene været almindelige i den sidste del af jernalderen og vikingetiden. Der er imidlertid fundet omkring 45 både fra mindst 500 år tidligere (fra ca. 100 til 250 e.kr.) De døde blev lagt i båden eller under en kølvendt båd. Bådene må have været af stor betydning for de gravlagte i perioden fra 100 e.Kr. til 200-250 e.Kr. I forbindelse med de handelsmæssige forbindelser i Østersøen og sejlads ved Bornholms kyster. En sådan bådgrav er ofte omgivet af sten eller dækket med en vold af jord, undertiden er båden lagt på toppen af gravkammeret.

## Slusegårdbådene
Alle de bådgrave der blev undersøgt, havde synlige aftegninger af hele eller halve både der var rådnet helt væk i sandet, men det var muligt at fastslå bådenes størrelse og karakter i efterforskningen. De var udspændte stammebåde lavet i et stykke af en træstamme. Der var både i tre forskellige størrelser, den mindste på ca. 3 m, en mellemlang på 5 m, og den største på mindst 10 m i længden.
Den mindste Slusegårdbåd på omkring 3 meter var formodentlig lavet af korte og tykke træstammer i frisk eg, der er let at bearbejde ved brug af udspændingsteknik. De større fartøjer på 5 og 10 meter er slankere og var lavet af højere træer fra tæt skov. Ingen af de største både var nedlagt i fuld længde, men opdelt i to eller forkortet ved at afskære stævnene.
På de mindre fartøjer var stævnene aftegnet i sandet, og der kendes flere forskellige stævnformer. Nogle var udformet med et bredt "stævnskæg" andre med "spidst næb". Der blev også fundet almindelige stævnformer som U- eller V-formede. De fleste både der blev fundet i Slusegård var "spidsgattede" med spids stævn for og agter. Nogle havde en mere buttet forstavn som for eksempel den 2,8 m lange båd i grav nr. 1131, mens andre (som den fem meter lange båd i grav nr. 1072) havde en slankere akterstævn.
Bådene ver beregnet til brug langs Bornholms kyst. De mindre skibe på 3 og 5 meter blev sandsynligvis brugt lokalt til fiskeri og transport over korte afstande, mens de store både kunne benyttes på længere ture langs Bornholms kyst og på tværs af havet i stille vejr til andre kyster. Båd fra grav nr. 1072 er rekonstrueret, og havde sandsynligvis et fribord på 15 cm med fire mand eller en last på 150 kg om bord.
Det er fundet indfæstningspunkter (klamper) på indersiden til at fastgøre spanter, der spændte båden ud og holdt den sammen i ét stykke. Der blev ikke fundet af udstyr eller spor efter brug af sejl.

## Eg − 'æja'
De stammebåde der hidtil er fundet ved Slusegård, var lavet af egetræ. De større fiskerbåde, der blev anvendt gennem århundreder i det gamle bornholmske fiskeri og forsvandt omkring 1872, blev kaldt æja[kilde mangler], som er afledt af det danske ord ege. Betegnelsen på den nyere bådtype fra før 1850 kan have sin baggrund i de stammebåde, der blev fundet i gravene ved Slusegård.